# Argophyllum cryptophlebum
Argophyllum cryptophlebum är en tvåhjärtbladig växtart som beskrevs av Zemann. Argophyllum cryptophlebum ingår i släktet Argophyllum och familjen Argophyllaceae. Inga underarter finns listade i Catalogue of Life.